# Funkturm Rottenbuch
Der Funkturm Rottenbuch ist ein Sendemast von Vodafone auf dem Schnaidberg in Peiting. Er steht nahe der Gemeindegrenze zu Rottenbuch auf Peitinger Gebiet, Zufahrtsmöglichkeit für Kraftfahrzeuge bestehen über Rottenbucher Gebiet.

## Höhe
Mit 66 m Höhe der Holzkonstruktion war er zur Zeit seiner Fertigstellung (Juni 2002) der höchste Holzturm Deutschlands und möglicherweise das zweithöchste bestehende Holzbauwerk der Welt (nach dem 118 m hohen Sendeturm in Gleiwitz). Seither wurden jedoch in Deutschland mit dem 100 m hohen Turm der Windkraftanlage Hannover-Marienwerder (2012) und beispielsweise in Österreich mit dem Bahnorama am Wiener Hauptbahnhof (2010, 66,72 m) und dem Aussichtsturm Pyramidenkogel (2013, 82 m ohne Antenne) höhere Holzbauwerke errichtet.

## Technischer Aufbau

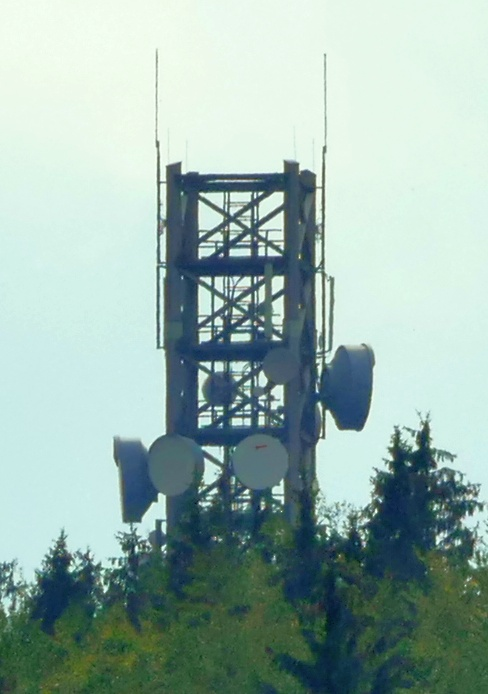
Turmspitze

Die Fachwerkkonstruktion des Turmes ist eine Leimbinderkonstruktion aus europäischer Douglasie. Sie ist 66 Meter hoch und wird an der Spitze von zwei Metallstäben um weitere ca. 4 Meter überragt. Als Verbindungselemente werden Stahldübel eingesetzt. Diese Verbindungspunkte und die Innenbühnen wurden aus technischen Gründen aus verzinktem Stahl hergestellt. Die komplette Konstruktion ist „naturbelassen“, da in dem Naturschutzgebiet kein chemischer Holzschutz verwendet werden durfte.

## Baugeschichte
Am 18. März 2002 wurde mit der Ausschachtung der Turmfundamente begonnen. Am 3. Juni 2002 begann der Bau des Turmes. Hierzu wurden die vormontierten unteren Hälften der Fachwerkkonstruktion paarweise vormontiert und dann aufgerichtet. Anschließend wurden noch die fehlenden Diagonalelemente eingezogen. Am 21. Juni 2002 wurde die Konstruktion fertiggestellt.

## Ersatzneubau

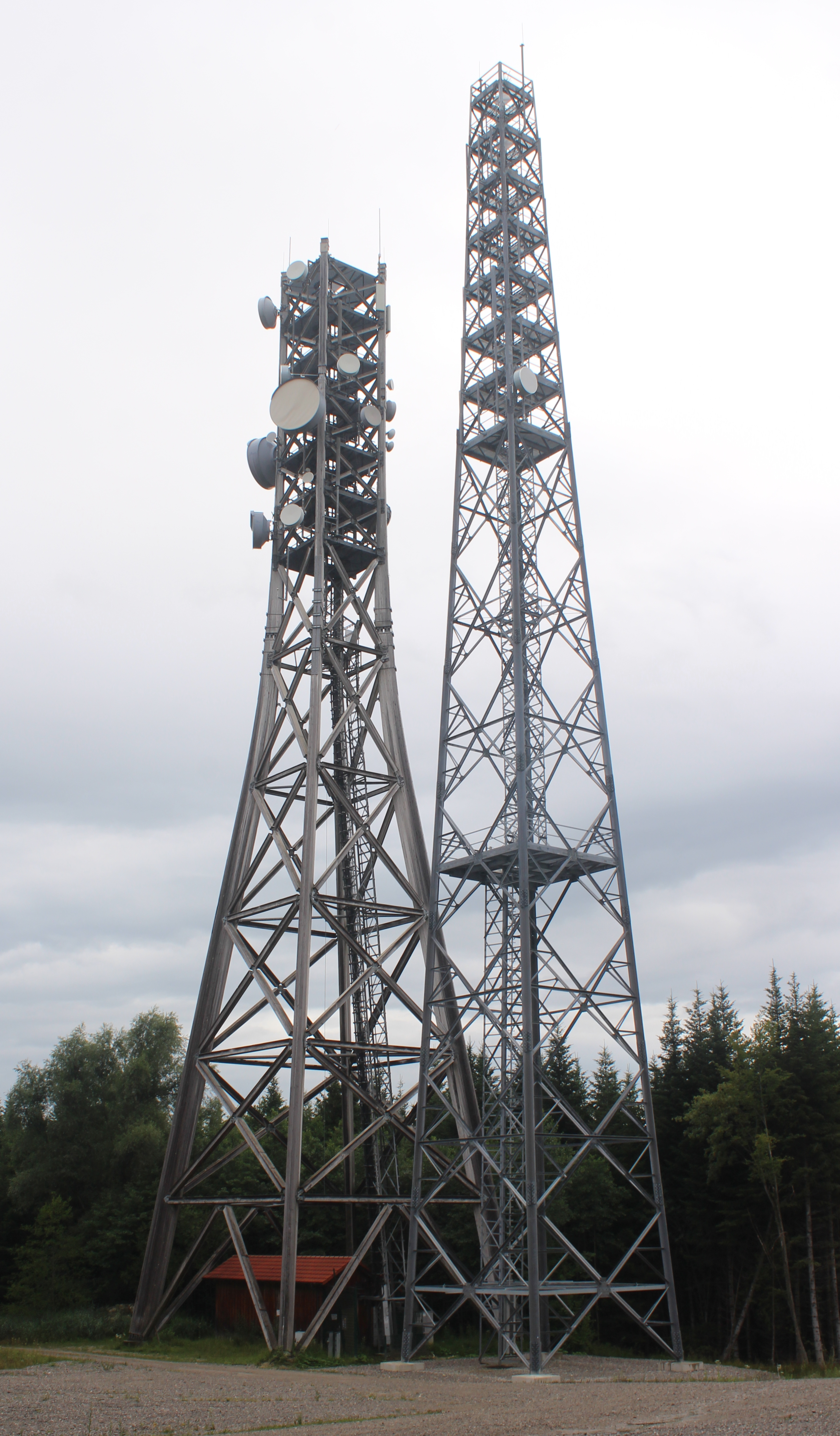
Alter (links) und neuer Funkturm Rottenbuch (rechts) (Ende Juli 2025)

Im Juli 2020 wurde berichtet, dass das Bauwerk durch Ameisenfraß irreparabel beschädigt sei und abgerissen werden müsse. Ein Ersatzneubau war seinerzeit für 2022 geplant. Im Dezember 2020 genehmigte der Bauausschuss der Gemeinde Peiting dazu eine 69 m hohe Stahlkonstruktion. Am 14. Mai 2024 wurde mit dem Bau des neuen Funkturms begonnen, welcher im Mai 2025 fertiggestellt wurde.

## Bilder vom März 2023

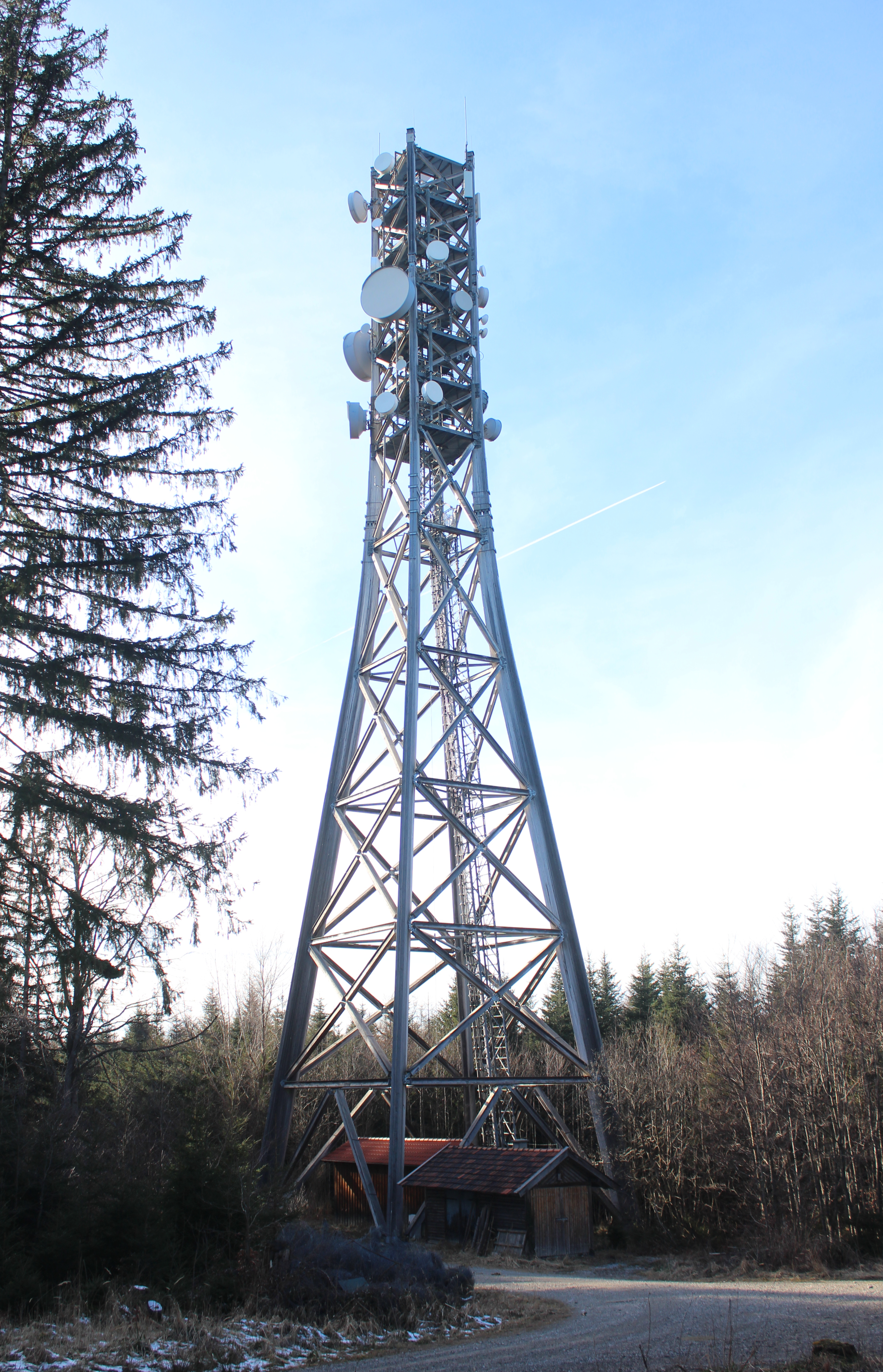
Funkturm Peiting – Anblick aus südöstlicher Richtung
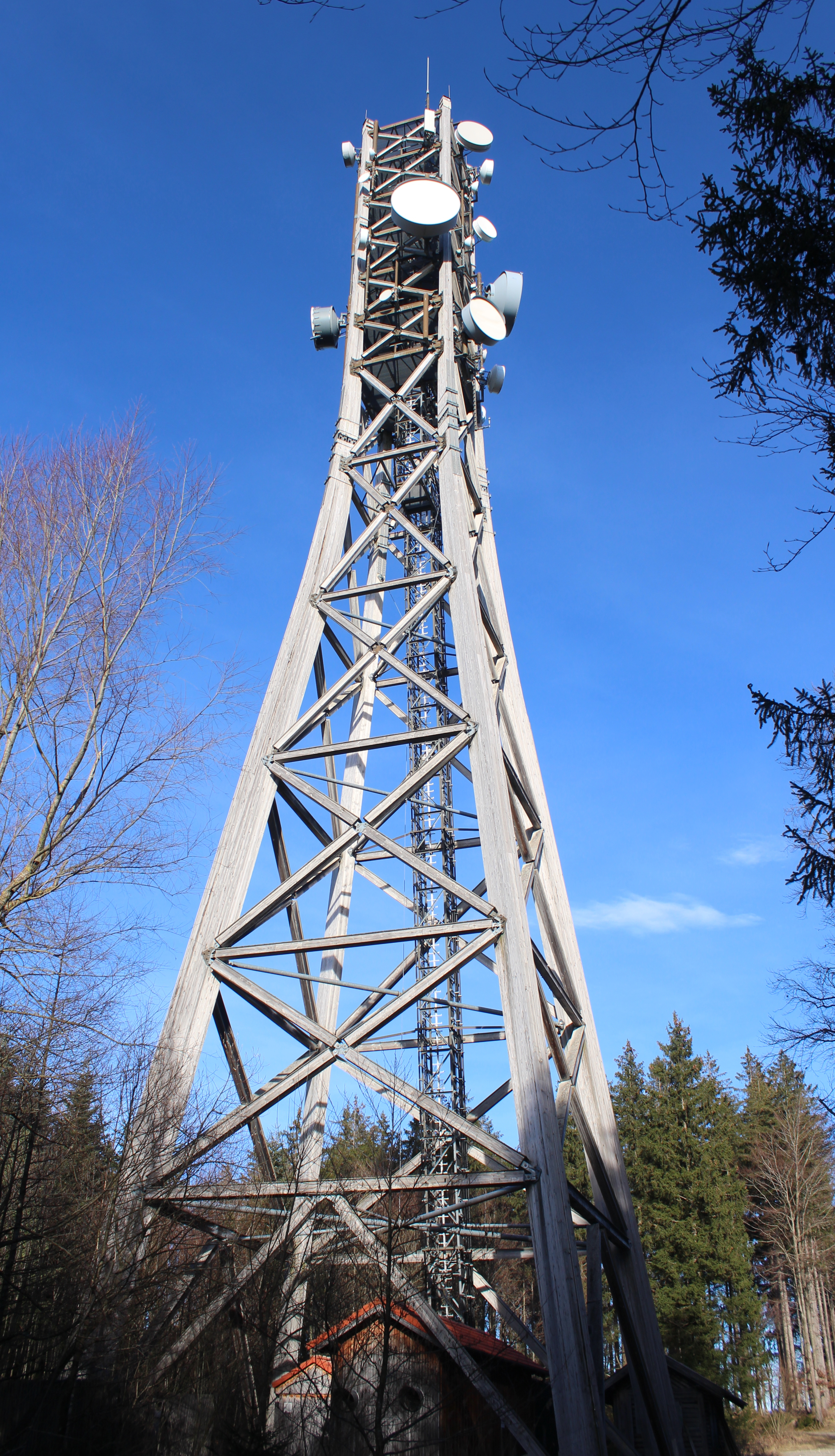
Funkturm Peiting – Anblick aus westlicher Richtung
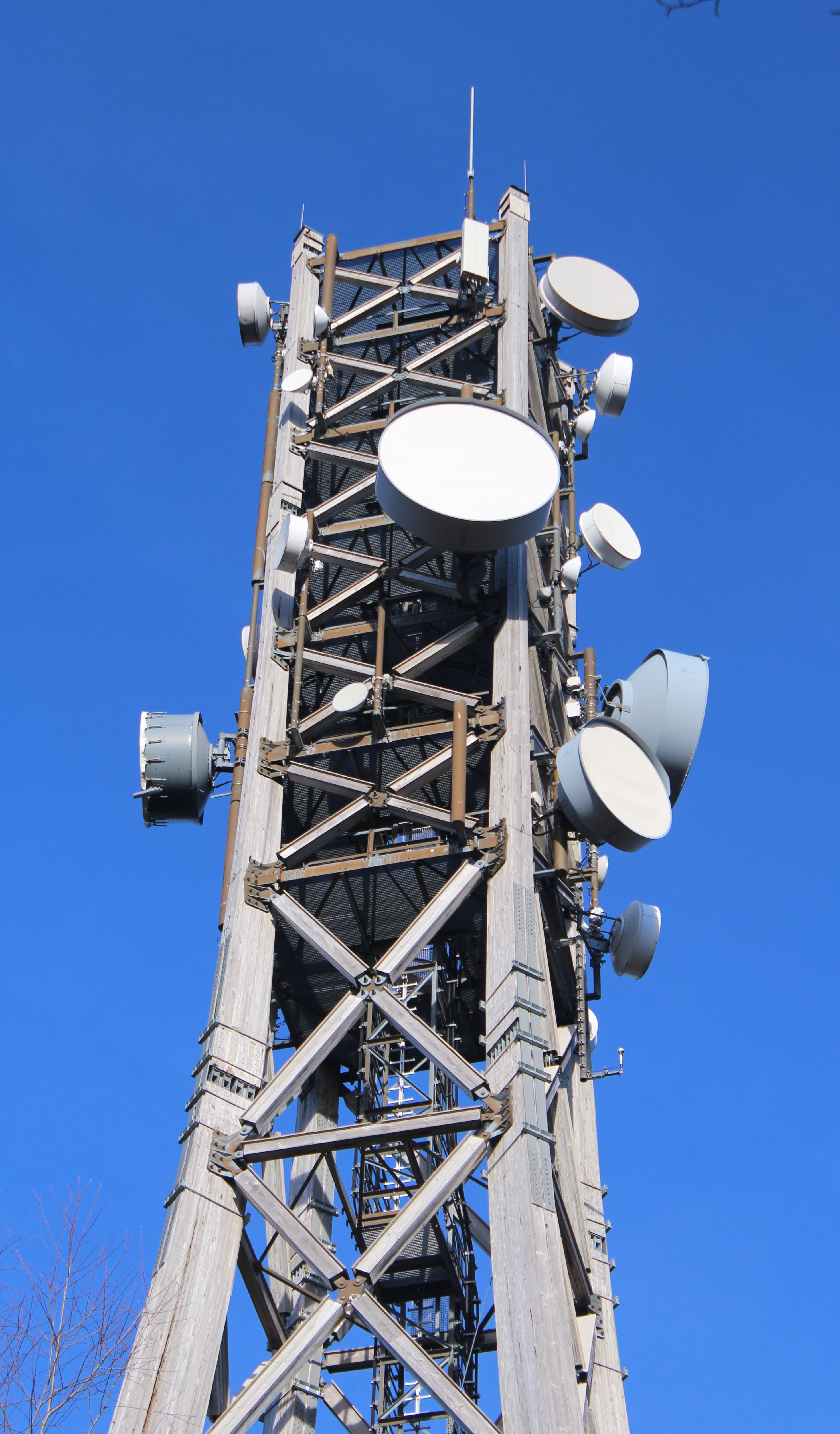
Turmspitze
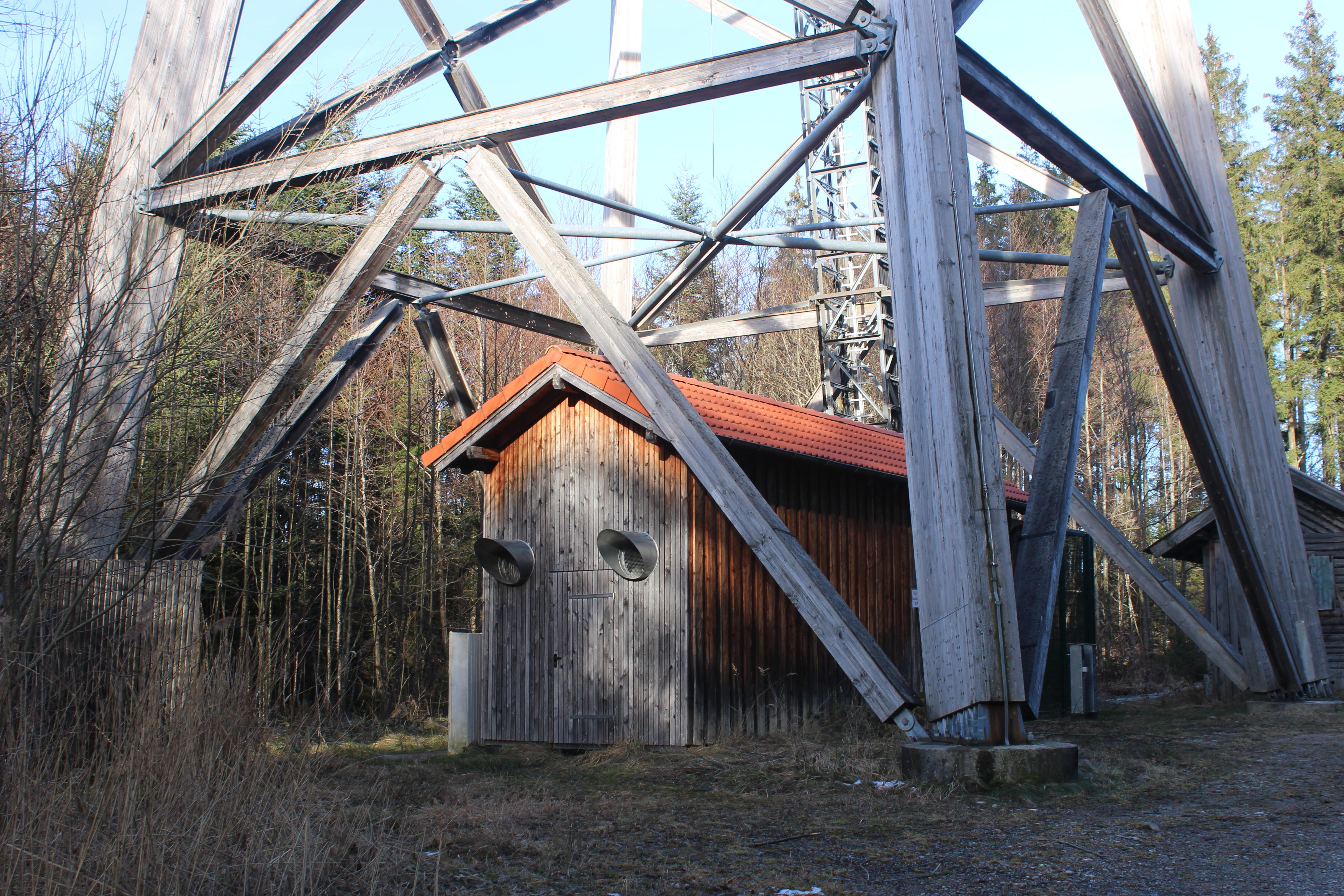
Unterteil mit Sendergebäude
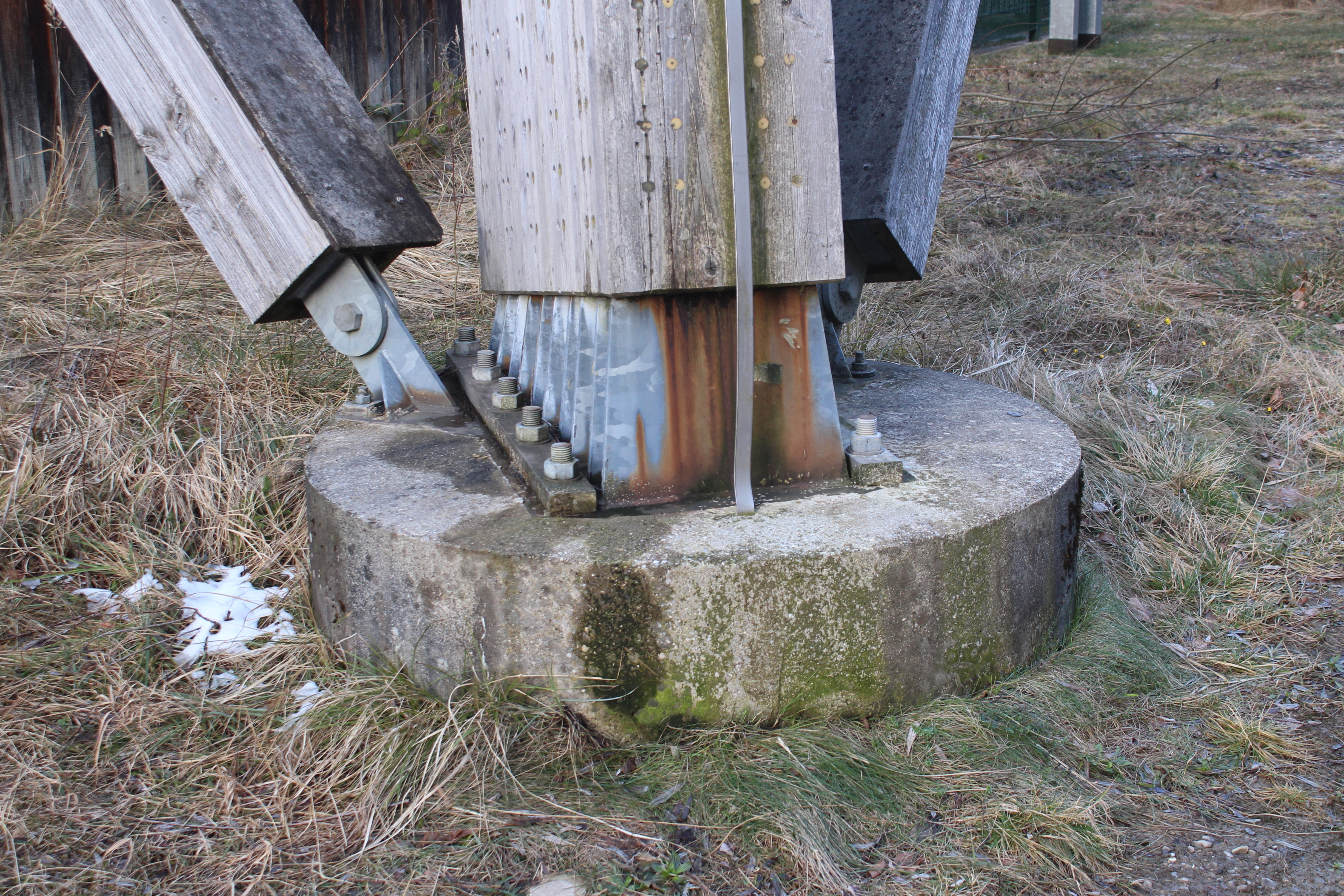
Turmfuß